# Clossiana zehlae
Clossiana zehlae är en fjärilsart som beskrevs av Bois-reymond 1926. Clossiana zehlae ingår i släktet Clossiana och familjen praktfjärilar. Inga underarter finns listade i Catalogue of Life.